# جرم گوش

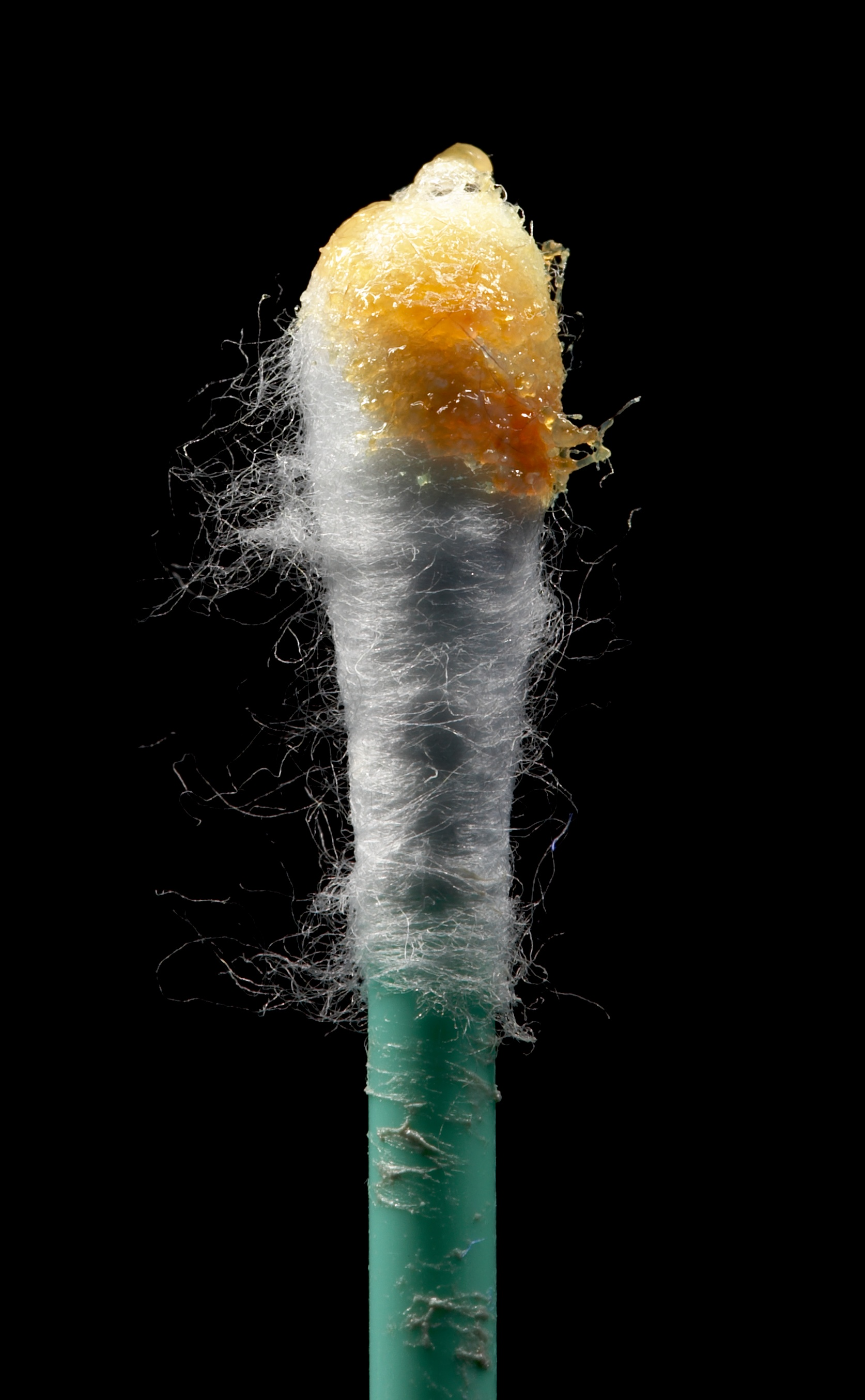
ترشحات گوش بر روی گوش پاک کن

جرم گوش ماده‌ای زرد رنگ و چرب بوده و دارای حالت چسبندگی است که برای نرم نگه داشتن و حفظ سلامت مجرای گوش خارجی ضروری می‌باشد. جرم گوش دارای خاصیت اسیدیته می‌باشد که مانع از رشد باکتری و قارچ می‌شود.
جرم گوش به‌طور طبیعی و خودبه‌خود به سمت بیرون گوش حرکت می‌کند و از مجرای گوش خارج می‌شود بنابراین نیازی به دست‌کاری برای خروج آن از گوش وجود ندارد. البته در برخی از موارد، ترشح بیش از حد به‌خصوص در افراد مستعد موجب انسداد گوش و کاهش شنوایی می‌شود که در این صورت بایستی بیمار جهت شستشوی گوش و اقدام‌های لازم به پزشک مراجعه کند.
جرم گوش که موم گوش، واکس گوش و سِرومن نیز نامیده می شود توسط بدن ساخته می شود تا از گوش ها محافظت کند. موم گوش هم خاصیت روانکاری و هم ضد باکتری دارد. تجمع درمان نشده می تواند منجر به کاهش شنوایی ، تحریک ، درد در گوش ، سرگیجه ، شنیدن صدای زنگ و سایر مشکلات شود. جرم گوش را می توان به روش های مختلف از بین برد.پارگی پرده گوش یکی از مشکلات و کر شدن گوش

## چرا گوش ما جرم تولید می‌کند؟
جرم گوش در قسمت خارجی مجرای گوش تولید می شود ، نه در اعماق گوش. جرم گوش از سلول های مرده پوست و مو تشکیل شده است که با ترشحات دو غده مختلف ترکیب می شود.
جرم گوش به‌طور طبیعی توسط غددی که در پوست کانال گوش قرار دارند ترشح می‌شود و نقش محافظت کننده، نرم‌کننده و خاصیت ضدباکتریایی دارد. فقدان جرم گوش ممکن است منجر به خشکی گوش و خارش آن شود. به‌طور طبیعی جرم تولید شده به تدریج و مداوماً از طرف پرده گوش به سمت بیرون حرکت می‌کند و با حرکات فک این ذرات جرم خشک شده از کانال گوش خارج می‌شوند.
جرم گوش در قسمت عمقی کانال گوش یعنی در نزدیکی پرده گوش تولید نمی‌شود بلکه در نیمهٔ بیرونی کانال گوش تولید می‌شود لذا وقتی گوشی را معاینه می‌کنیم و مشاهده می‌کنیم که جرم گوش در نزدیکی پرده گوش قرار دارد این بدان معناست که بیمار سعی کرده‌است با گوش پاک کن جرم گوشش را خارج کند. وی قسمت‌های بیرونی تر را خارج کرده‌ است و قسمت‌های عمقی تر را فشرده کرده‌ است مثل برفی که فشرده شده باشد.

## خطرات گوش پاک‌کن
بر اثر فروبردن جسم خارجی به داخل گوش، علاوه بر خطر آسیب‌رسانی به پرده گوش، امکان ایجاد خراش‌های ظریف میکروسکوپی در مجرای گوش وجود دارد. در این صورت و با توجه به احتمال وجود میکروب یا قارچ در سطح گوش، چنانچه کودک زمینه آلودگی را پیدا کند، مبتلا به عفونت گوش خواهد شد. بررسی‌ها نشان می‌دهند کودکانی که از گوش پاک‌کن استفاده می‌کنند بیش از سایرین در معرض خطر پارگی پرده گوش قرار دارند. استفاده از گوش پاک‌کن با تضعیف سیستم دفاعی گوش موجب افزایش خطر ابتلا به خشکی و خارش گوش می‌شود.

## تمیز کردن گوش خارجی
بهترین روش توصیه شده جهت تمیز کردن گوش خارجی این است که لاله گوش و قسمت بیرونی گوش خارجی را با استفاده از یک پارچه نخی نرم و مرطوب که به‌دور انگشت اشاره‌تان پیچیده‌اید تمیز کنید، بدون آنکه انگشت خود را داخل مجرا ببرید.
هیچ‌گاه سوراخ گوش را با چیزی که قطرش کوچکتر از قطر انگشت کوچکتان باشد تمیز نکنید. این بدین معنی است که شما مجاز نیستید بیش از یک سانتی‌متر از مجرای داخلی گوش را نظافت کنید.

## تمیز کردن گوش خارجی در مطب
سه روش برای تمیز کردن مجرای گوش وجود دارد. ساده‌ترین راه این است که در زیر دید مستقیم از طریق اسپکولوم گوش، مواد توسط یک قاشقک سرومن یا ترشحات گوش برداشته شوند. قاشقک سرومن باید در بالای واکس یا موم متراکم داخل گوش جای داده شود؛ بیرون کشیدن دقیق قاشقک که در واکس فرو رفته‌ است، باعث جابجائی واکس خواهد شد. چون سطح پوشاننده درون گوش فوق‌العاده حساس است، بنابراین باید در چنین دستکاری‌هایی دقت کامل به عمل آید تا از ایجاد درد و خونریزی جلوگیری شود.
روش دوم تمیز کردن مجرای گوش، شستشو دادن آن است. برای این کار از آب ولرم که حرارتی همانند حرارت بدن دارد استفاده می‌شود، زیرا در صورتی که آب از حرارت دیگری برخوردار باشد، باعث تحریک گوش داخلی و ایجاد حالت سرگیجه می‌شود.
اگر موم یا سرومنی که قرار است خارج شود کاملاً متراکم باشد و به ویژه اگر حالت خشک و سفت داشته باشد، ممکن است عمل شستشو موفقیت‌آمیز نباشد، مگر اینکه بیمار به مدت ۴–۳ روز قبل از شستشو، روزی چندبار چند قطره روغن معدنی یا قطره گلیسیرین فنیکه در گوش خود چکانیده باشد. این روغن باعث نرم شدن سرومن (جرم گوش) می‌شود و بیرون آوردن آن توسط عمل شستشو را آسان می‌سازد. فراورده‌های مختلفی که سبب نرم شدن جرم گوش می‌شوند، در دسترس هستند. اغلب این فراورده‌ها بی‌ضرر هستند، اما روشن شده است که برخی از آن‌ها سبب ایجاد یک واکنش التهابی موضعی می‌شوند.
سومین روش برای تمیز کردن مجرای گوش، استفاده از یک لوله مکش کوچک و زاویه دار برای بیرون کشیدن چرک و سایر مواد مایع از مجرای گوش است. این روش به ویژه هنگامی کارساز است که چرک از طریق یک پرده پاره شده بیرون آمده و علاوه بر مجرای گوش، گوش میانی را نیز پر کرده باشد. سپس فرد معاینه‌کننده می‌تواند با به پیش بردن دقیق لوله مکش، مجرای گوش و در نهایت فضای گوش میانی را از چرک پاک کند تا گوش قابل معاینه شود.
در حال حاضر استفاده از دستگاه مکش (suction) رایج شده‌است اما گاه ترشحات سفت و به پایه خود محکم چسبیده‌اند. در این موارد مخصوصاً اگر بدون نرم‌کننده‌هایی مثل گلیسیرین فنیکه بلافاصله اقدام به مکش شود، باعث خونریزی زیر موضع و تشکیل هماتوم یا توده خونی می‌شود؛ بنابراین حتماً در واکس‌های سفت، از مواد نرم‌کننده مثل گلیسیرین فنیکه یا آب اکسیژنه باید استفاده نمود.